# Неделбешть
Неделбешть, Неделбешті (рум. Nădălbești) — село у повіті Арад в Румунії. Входить до складу комуни Ігнешть.
Село розташоване на відстані 378 км на північний захід від Бухареста, 74 км на північний схід від Арада, 113 км на захід від Клуж-Напоки, 107 км на північний схід від Тімішоари.

## Населення
За даними перепису населення 2002 року у селі проживали 144 особи, усі — румуни. Усі жителі села рідною мовою назвали румунську.